# The Places You Have Come to Fear the Most
The Places You Have Come to Fear the Most – drugi album muzyczny amerykańskiej grupy muzycznej grającej alternatywny rock
Dashboard Confessional. 
Album powstał 20 marca 2001 roku. W USA album osiągnął sprzedaż 500 000 sztuk.

## Lista utworów
1. The Brilliant Dance – 3:03
2. Screaming Infidelities – 3:46
3. The Best Deceptions – 4:15
4. This Ruined Puzzle – 2:52
5. Saints and Sailors – 2:33
6. The Good Fight – 2:27
7. Standard Lines – 2:27
8. Again I Go Unnoticed – 2:17
9. The Places You Have Come to Fear the Most – 2:56
10. This Bitter Pill – 3:14